# Hindoloides bipunctata
Hindoloides bipunctata är en insektsart som först beskrevs av Haupt 1924.  Hindoloides bipunctata ingår i släktet Hindoloides och familjen Machaerotidae. Inga underarter finns listade i Catalogue of Life.